# زامد: خاطرات گمشده
زامدی: خاطرات گمشده (به ژاپنی: 亡念のザムド Bōnen no Zamudo، به انگلیسی: Xam'd: Lost Memories) یک مجموعه تلویزیونی انیمه است که ایده‌پردازی آن توسط استودیو بونز انجام گرفته و توسط سونی اینتراکتیو انترتینمنت، انیپلکس و بونز توسعه یافته است. پخش این مجموعه با افتتاح سرویس دانلود ویدئویی شبکه پلی‌استیشن شرکت سونی در نمایشگاه ای۳ در تاریخ ۱۶ ژوئیه ۲۰۰۸ در ایالات متحده آمریکا و در ۲۴ سپتامبر ۲۰۰۸ در ژاپن آغاز شد.